# Stilbella proliferans
Stilbella proliferans är en svampart som beskrevs av F. Stevens 1927. Stilbella proliferans ingår i släktet Stilbella, ordningen köttkärnsvampar, klassen Sordariomycetes, divisionen sporsäcksvampar och riket svampar.   Inga underarter finns listade i Catalogue of Life.